# Saussurea conica
Saussurea conica là một loài thực vật có hoa trong họ Cúc. Loài này được C.B.Clarke miêu tả khoa học đầu tiên năm 1876.